# Steve Morgan
Stephen Peter Morgan (Liverpool, 25 novembre 1952) è un imprenditore inglese.
È il fondatore e presidente della compagnia di costruzioni Redrow dal 2009.

## Attività Imprenditoriale
Nel 1974 Morgan lavorò nell'azienda Wellington Civil Engineering fino a che l'azienda non decise di chiudere. Prendendo in prestito i soldi dal padre riuscì a soli 21 anni a registrare la sua nuova azienda di costruzioni: la Redrow.
Negli anni 90 investì anche in alcuni hotel, come per esempio il St. David's Park Hotel, situato nella regione settentrionale del Galles, e Carden Park, nel Cheshire, che sembrava lasciar intendere di un imminente fusione tra il De Vere Group e l'azienda inglese.
Nel 2000 Morgan lasciò la presidenza della sua azienda rimanendo comunque un socio di maggioranza, per poi riprenderla nove anni dopo.

## Attività nel calcio
Essendo tifoso del Liverpool Football Club tentò di acquistarlo nel 2004 offrendo 61 milioni di sterline. L'offerta però venne rifiutata poiché considerata troppo bassa rispetto al valore del club.
Così nel 2007 decise di acquistare il Wolverhampton Wanderers F.C., considerata da lui la sua seconda squadra. Rilevò il club da Sir Jack Hayward per 10 sterline con la promessa che investirà almeno 30 milioni. Il passaggio di proprietà venne ufficialmente formalizzato il 9 agosto 2007. Alla guida di questo club Morgan ottiene una promozione in Premier League nella stagione 2009-10, venendo però retrocessi dopo due stagioni in Championship e nuovamente in League One. Nella stagione 2014-15 il club tornerà nella serie cadetta del campionato inglese.